# Тининик Анатолій Вікторович
Анатолій Вікторович Тининик (нар. 11 вересня 1984, Кіровоград, УРСР) — український футболіст, півзахисник аматорського клубу «Колос» (Кобеляки).

## Життєпис
Вихованець донецького «Олімпіка» та кіровоградської «Зірки». У 2005 році зіграв 2 матчі в аматорському чемпіонаті України за каховський КЗЕСО. У 2006 році перейшов до першого складу «Зірки». Дебютував за кіровоградську команду 1 квітня 2006 року в переможному (1:0) домашньому поєдинку 17-о туру групи Б Другої ліги проти ялтинського «Ялоса». Анатолій вийшов на поле 54-й хвилині, замінивши В'ячеслава Головченка. Єдиним голом у футболці «Зірки» відзначився 13 квітня 2006 рокуна 26-й хвилині переможного (2:1) домашньому поєдинку 19-о туру групи Б Другої ліги проти южноукраїнської «Енергії». Тининик вийшов на поле в стартовому складі, а на 69-й хвилині його замінив В'ячеслава Головченко. У складі «Зірки» зіграв 13 матчів у Другій лізі, в яких відзначився 1 голом.
Сезон 2006/07 років розпочав у білоцерківській «Росі». Дебютував у новій команді 31 липня 2006 року в програному (0:1) виїзному поєдинку 1-о туру групи А Другої ліги проти тернопільської «Ниви». Анатолій вийшов на поле в стартовому складі та відіграв увесь матч. Єдиним голом у складі білоцерківського клубу відзначився 29 липня 2007 року на 82-й хвилині переможного (1:0) домашнього поєдинку 1-о туру групи А Другої ліги проти вінницької «Ниви-Світанок». Тининик вийшов на поле в стартовому складі та відіграв увесь матч. У складі «Росі» провів два сезони, за цей час у Другій лізі провів 46 матчів та відзначився 1 голом.
Влітку 2009 року підсилив «Кремінь». Дебютував у футболці кременчуцького клубу 18 липня 2009 року в програному (1:2) виїзному поєдинку 1-о попереднього раунду кубку України. Анатолій вийшов на поле в стартовому складі, а на 84-й хвилині його замінив Сергій Лапа. У Другій лізі дебютував за «Кремінь» 25 липня 2009 року в нічийному (1:1) виїзному поєдинку 1-о туру групи Б проти «Сум». Тининик вийшов на поле в стартовому складі, а на 69-й хвилині його замінив Іван Романчук. Дебютним голом за кременчцьку команду відзначився 1 травня 2010 року на 74-й хвилині переможного (2:1) домашнього поєдинку 22-о туру групи Б Другої ліги проти донецького «Олімпіку». Анатолій вийшов на поле в стартовому складі, а на 86-й хвилині його замінив Євген Проненко. У складі «Кременя» провів 5,5 сезонів, за цей час у Другій лізі зіграв 111 матчів та відзначився 4-а голами, ще 9 поєдинків провів у кубку України.
З 2017 року виступає в аматорському клубі «Колос» (Кобеляки).

## Статистика виступів

### Клубна
Станом на 28 червня 2010
| Клуб      | Сезон   | Ліга  | Ліга | Кубок | Кубок | Загалом | Загалом |
| Клуб      | Сезон   | Матчі | Голи | Матчі | Голи  | Матчі   | Голи    |
| --------- | ------- | ----- | ---- | ----- | ----- | ------- | ------- |
| «Зірка»   | 2005-06 | 13    | 1    | 0     | 0     | 13      | 1       |
| «Зірка»   | Загалом | 13    | 1    | 0     | 0     | 13      | 1       |
| «Рось»    | 2006-07 | 27    | 0    | 0     | 0     | 27      | 0       |
| «Рось»    | 2007-08 | 19    | 1    | 0     | 0     | 19      | 1       |
| «Рось»    | Загалом | 46    | 1    | 0     | 0     | 46      | 1       |
| «Кремінь» | 2009-10 | 25    | 0    | 1     | 0     | 26      | 0       |
| «Кремінь» | Total   | 25    | 0    | 1     | 0     | 26      | 0       |
| Career    | Total   | 84    | 2    | 1     | 0     | 85      | 2       |